# Алегорія битви при Лепанто
«Алегорія битви при Лепанто» (італ. Allegoria della battaglia di Lepanto) — картина венеційського живописця Паоло Веронезе (1528—1588). Створена близько 1573 року. Зберігається в колекції Галереї Академії у Венеції.

## Історія створення
Полотно призначалось для домініканської церкви Сан-П'єтро-Мартіре на о. Мурано поблизу Венеції. З 1812 року зберігається в колекції Галереї Академії у Венеції.
Найбільша морська битва XVI століття, битва при Лепанто, що сталася 7 жовтня 1571 року і завершилась перемогою об'єднаного флоту Священної ліги, до якого входили середземноморські католицькі держави (Іспанська імперія, Венеційська республіка, війська Папи Римського, Мальтійського ордену, Генуї, Сицилії, Неаполя, Савої, Тоскани та Парми) над військовими силами Османської імперії. Перемога Священної ліги завадила перетворенню Середземного моря на морські ворота до Європи для Османської імперії та тимчасово запобігла подальшому просуванню турків на південь Європи.
Для Венеційської республіки, яка страждала впродовж багатьох століть від постійних конфліктів з мусульманськими країнами Середземного моря, битва мала велике значення. Тому у венеційському живописі у той час були створені численні полотна на цю тематику. Перемога зображувалась художниками і як самостійна історична картина, і розглядалась як алегорія, і слугувала фоном для портретів, а також іноді була присутня на полотнах опосередковано.

## Опис
У нижній частині полотна зображена битва при Лепанто; композиційна структура цієї частини картини, виконана майже «на кінчику пензля», безпосередньо навіяна картографічними і видовими джерелами свого часу, які також відобразили військовий тріумф Венеційської республіки. На перший план поміщене водне середовище, заповнене до горизонту нижнім поясом зображення човнів «з висоти пташиного лету». Художник змальовує флот у найдрібніших деталях.
У верхній частині композиції, відділеній завісою хмар, показано алегоричну фігуру Венеції, яка розташована між святим Марком і святою Юстиною і разом з ними вклоняється Діві Марії; ліворуч зображені святі Петро і Рох, які також просять за неї. Група янголів, що зображена праворуч, спостерігає за подіями, один з них цілиться у ворогів вогняними стрілами. Яскраві промені, пронизуючи хмари, освітлюють штандарт святого Марка на венеційському човні.
Існує декілька версій щодо можливих замовників картини. За однією версією ним був Онофре Джустініан, учасник битви і керманич галери, якому було доручено доставити звістку про перемогу до Венеції.